# Pseudopotamilla elegans
Pseudopotamilla elegans är en ringmaskart som först beskrevs av Karl Erik Johansson 1922.  Pseudopotamilla elegans ingår i släktet Pseudopotamilla och familjen Sabellidae. Inga underarter finns listade i Catalogue of Life.